# Gomoku
O Gomoku, também conhecido como Gobang, é um jogo de tabuleiro estratégico tradicionalmente jogado com peças de Go (peças negras e brancas) em um tabuleiro de Go ligeiramente modificado (15x15 interseções). No entanto, ao contrario deste, uma vez que as peças são colocadas não podem ser movidas ou retiradas do tabuleiro. 
No inicio do jogo, as negras começam, e os jogadores alternam na colocação de uma pedra da sua cor em uma interseção vazia. O vencedor é o primeiro jogador a obter uma linha ininterrupta de cinco pedras na horizontal, vertical ou diagonal.

Um jogo de Gomoku em andamento, com os respectivos movimentos indicados pelos números nas peças

Continuação do jogo, com a vitória das pretas

## Origem e História
O nome "Gomoku" vem do idioma japonês, em que é conhecido como gomokunarabe(五目並べ). O jogo também é muito popular na Coreia, onde é chamado de Omok (오목五目). Acredita-se ter se originado na China antiga, com o nome de Wu Zi Qi (五子棋). No século XIX o jogo foi introduzido na Grã-Bretanha, onde era conhecido como Go Bang. A partir dai, se dispersou para o resto do mundo.
Louis Victor Allis, um cientista da computação, mostrou em um programa de computador que no jogo perfeito, sempre vai ocorrer vitórias das negras ou um empate.

## Ninuki
Por conta dessa vantagens das peças negras por começarem, algumas regras vem sendo adotadas para limita-las. Uma delas é a da variante coreana ninuki, que quer dizer capturas de duas pedras. A regra dessa variante emprega que se um jogador colocar duas peças do oponente entre duas suas (alinhadas sem interrupção na horizontal, vertical ou diagonal), as do adversário são capturadas e removidas do tabuleiro. Também é proibido de se fazer formações 3x3. A partida termina se um jogador fizer um a formação de cinco peças sem ser capturado, ou quando um jogador efetua sua quinta captura no adversário. 

## Damas e Cavaleiros
Para solucionar o problema da vantagem de começar, Pedro Izecksohn decidiu dar mais poder para as brancas, que podem vencer colocando 5 pedras brancas como nos movimentos de um cavalo do Xadrez, estando todas ligadas pelo movimento do cavalo e na mesma direção. As pretas não vencem com jogada similar, só as brancas.